# Kuala Terusan
Kuala Terusan is een bestuurslaag in het regentschap Pelalawan van de provincie Riau, Indonesië. Kuala Terusan telt 376 inwoners (volkstelling 2010).